# Municipio de Onarga
El municipio de Onarga (en inglés: Onarga Township) es un municipio ubicado en el condado de Iroquois en el estado estadounidense de Illinois. En el año 2010 tenía una población de 1683 habitantes y una densidad poblacional de 13,38 personas por km².

## Geografía
El municipio de Onarga se encuentra ubicado en las coordenadas 40°41′58″N 87°58′9″O / 40.69944, -87.96917. Según la Oficina del Censo de los Estados Unidos, el municipio tiene una superficie total de 125.74 km², de la cual 125,69 km² corresponden a tierra firme y (0,04 %) 0,05 km² es agua.

## Demografía
Según el censo de 2010, había 1683 personas residiendo en el municipio de Onarga. La densidad de población era de 13,38 hab./km². De los 1683 habitantes, el municipio de Onarga estaba compuesto por el 76,83 % blancos, el 1,31 % eran afroamericanos, el 0,53 % eran amerindios, el 0,18 % eran asiáticos, el 18,66 % eran de otras razas y el 2,5 % eran de una mezcla de razas. Del total de la población el 33,51 % eran hispanos o latinos de cualquier raza.